# Steinbach (Seemenbach, Wolferborn)
Der Steinbach ist ein knapp zwei Kilometer langer, orografisch rechter Zufluss des Seemenbachs im hessischen Wetteraukreis.

## Geographie

### Verlauf
Der Steinbach entspringt auf einer Höhe von etwa 298 m ü. NN in einem kleinen Teich in einer Wiese nordwestlich von Büdingen-Wolferborn. Der Bach fließt zunächst in südöstlicher Richtung durch Felder und Wiesen. Er richtet dann seinen Lauf mehr nach
Süden aus und mündet schließlich in Wolferborn auf 241 m ü. NN rechtsseitig in einen Nebenarm des Seemenbaches.

### Flusssystem Nidder
- Fließgewässer im Flusssystem Nidder